# Middelfarts kommun

Middelfarts ursprungliga kommunvapen, ersatt med annat vapen 1989.

Middelfarts kommun är en kommun i Region Syddanmark i Danmark, på västra delen av ön Fyn. Ytan är 299,93 km² och invånarantalet 36 771 (2007). Centralort är staden Middelfart.
Kommunen slogs 2007 samman med Ejby kommun och Nørre Aaby kommun. Middelfarts kommun låg tidigare i Fyns amt och hade före kommunsammanslagningen 20 599 invånare (2006) och en yta på 72,31& km².

## Socknar
1. Strib-Røjleskovs socken
2. Vejlby socken
3. Middelfarts socken
4. Kauslunde socken
5. Roerslevs socken
6. Asperups socken
7. Brenderups socken
8. Gamborgs socken
9. Udby socken
10. Nørre Aaby socken
11. Indslevs socken
12. Harndrups socken
13. Føns socken
14. Balslevs socken
15. Ejby socken
16. Fjelsteds socken
17. Ørslevs socken
18. Gelsteds socken
19. Husby socken
20. Tanderups socken